# Список монархов полуострова Бретань
Список монархов полуострова Бретань — список правителей государств, располагавшихся на территории полуострова Бретань, в период с V по XV вв.

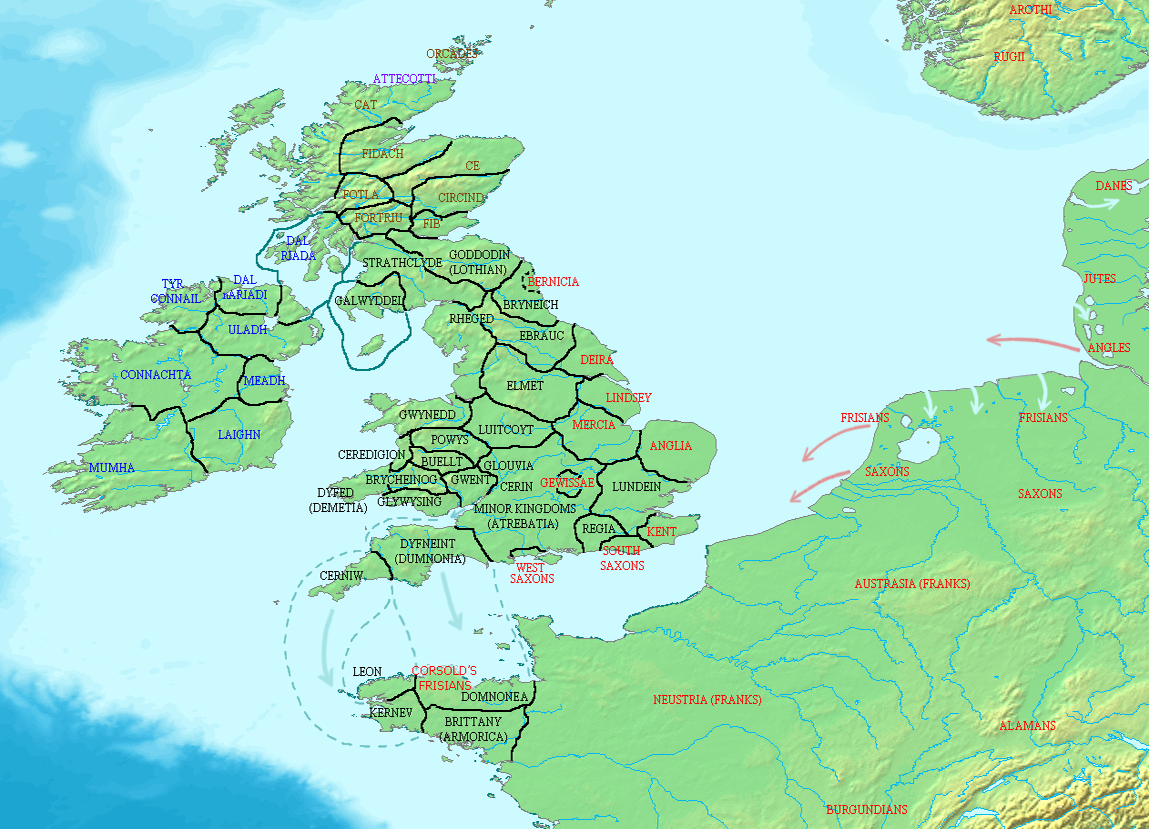
Бретань(внизу) в 500 году

Исторические провинции Бретани

## ПравителиДомнонии
- Гвидол (434—440-е)
- Дерох (440-е — 460)
- Риотам (460—470)
- Конотек до 513 года
- Ривал Упрямый (470—520)
- Дерох (520—530)
- Йонас (530—540)
- Кономор Проклятый (540—545)
- Юдвал (545—585/590)
- Юдхаэль (585/590 — 607)
- Юдикаэль (607 — ?)
- Юдок (? — 610), умер в 668 году
- Юдикаэль (610—640), умер в 658 году
- Хэлог (640—667)
- Риваллон (667), правитель Поэра
- Варох (667—692)
- Риваллон (692—720)
- Даниэль (720—749); под управлением Арморики (749—877)
- Матьедо (877—936), сын Паскветена Ваннского
- Алан (936—952)
- Дрогон (952—958)
- Хоэль (958—981), граф Ванна
- Гуэрш (981—988)
- Алан (988—990)

## Правители Бро-Вароха
- Даниэль (470 — ?)
- Будик (?)
- Варох I (? — 550)
- Канао I (550—560)
- Макльо (560—577)
- Якоб (577)
- Варох II (577—594)
- Канао II (594—635)

## ПравителиЛеона
- Витур (550—570)
- Асох (570—590); под управлением Арморики (590—826)
- Леона

## ПравителиКорнуали
- Градлон (594 — ?)
- Юдикаэль
- Градлон Врун (? — 700)
- Конкар
- Юдон
- Константин
- Юстин
- Альфронд
- Ульфрет Алесрудон
- Дилс Хэргуэр Эхэбрэ
- Риваллон (? — 871)
- Гурмэлон ап Ридоред (871—913)
- Будик (913—952)
- Бенедикт (952—1026)
- Алан (1026—1058)
- Хоэль (1058—1084)
- Алан (1084—1119)
- Конан (1119—1148)
- Хоэль (1148—1156)